# Ignacy Chrzanowski

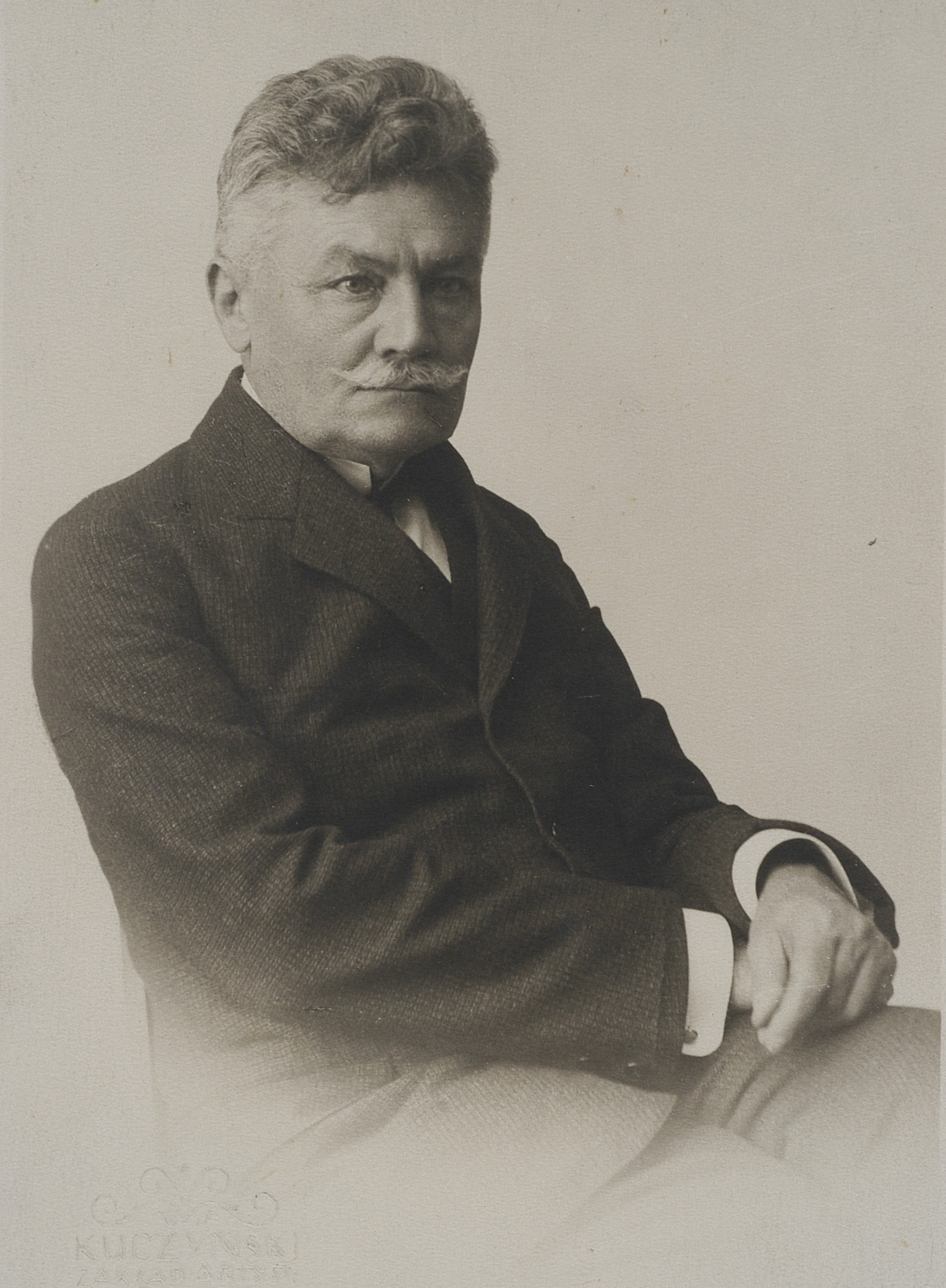
Ignacy Chrzanowski

Ignacy Chrzanowski (* 5. Februar 1866 in Stok Lacki, Russisches Kaiserreich; † 19. Januar 1940 im KZ Sachsenhausen) war ein polnischer Literaturwissenschaftler. Er gilt als  Begründer der polnischen historischen Literaturwissenschaft.

## Leben
Das Gymnasium in Warschau besuchte er von 1876 bis 1883. An der Warschauer Universität studierte er klassische Philologie von 1883 bis 1888. Seine Studien vertiefte er ab 1891 durch Studienaufenthalte in Paris, Breslau (1890–1891) und Berlin (1891–1894), wobei er das Fach slawische Philologie belegte. Nach der Rückkehr nach Polen unterrichtete er von 1894 bis 1910 in Warschau als Lehrer. Daneben veröffentlichte er einige literarische Arbeiten.
Korrespondierendes Mitglied der Polnischen Akademie der Wissenschaften (PAU) wurde er 1906. Im Jahre 1910 erhielt er einen Ruf an die Jagiellonen-Universität (UJ) als ordentlicher Professor für die Geschichte der polnischen Literatur in Krakau. Im Jahre 1914 ernannte man ihn zum ordentlichen Mitglied der PAU. Im Jahre 1931 emeritierte er.
Die UJ ehrte ihn 1936 mit der Auszeichnung der Verleihung des Titels eines Prof. h. c. Am Montag, dem 6. November 1939, wurde er von dem SS-Sturmbannführer Bruno Müller mit weiteren 182 Personen, darunter über 100 Professoren im Rahmen der Sonderaktion Krakau verhaftet und in das KZ Sachsenhausen deportiert, wo er starb.
Chrzanowski war Cousin zweiten Grades von Henryk Sienkiewicz und verwandt mit Joachim Lelewel, über den er auch publiziert hat. Seine Tochter ist die 2018 selig gesprochene Hanna Chrzanowska.

## Schriften
- Tragedya Szymona Szymonowica "Castus Joseph" w stosunku do literatury obcej (1892)
- Facecye Mikołaja Reja (1894)
- Ideały romantycznej poezji polskiej (1899)
- Pierwszy utwór Sienkiewicza (1901)
- O satyrach Adama Naruszewicza (1902)
- "Kazania Sejmowe" Skargi (1903)
- Krasicki jako autor "Monitora" z roku 1772 (1904)
- Marcin Bielski, studium literackie (1906, 2 części)
- Władysław Nehring (1909)
- Z dziejów satyry polskiej XVIII wieku (1909)
- Wypisy polskie dla klas wyższych szkół średnich (1913, z Konstantym Wojciechowskim)
- Czym był Wirgiliusz dla Polaków po utracie niepodległości (1915)
- "Ród ludzki" Staszyca jako wytwór filozofii oświecenia (1915)
- O komediach Aleksandra Fredry (1917)
- Poezja polska XVIII wieku (1918)
- Z epoki romantyzmu (1918)
- Humanizm i reformacja w Polsce (1927, redaktor, wspólnie ze Stanisławem Kotem)
- Źródło pomysłu rozprawy Jana Śniadeckiego "O pismach klasycznych i romantycznych" (1930)
- Jan Długosz, próba charakterystyki człowieka (1938)
- Studia i szkice. Rozbiory i krytyki (1939, 2 tomy)
- Joachim Lelewel. Człowiek i pisarz (1946)